# ミシェル・リュビロラ
ミシェル・リュビロラ（フランス語: Michèle Rubirola、1956年7月28日 - ）は、フランスの政治家。環境保護派EELV所属。2020年にマルセイユ市長に当選。同市初の女性市長。祖父母はナポリおよびカタルーニャからの移民である。